# Библия от Сувини
Бѝблията от Сувинѝ (на френски: Bible de Souvigny) е френски илюстрован ръкопис от края на XII век.
Тя съдържа латинския текст на Библията, изписан в 400 фолио листа от пергамент с размери 59 × 39 cm, и 122 миниатюри. Изработена е в последната четвърт на XII век в скрипторий на абатството Клюни или свързан с него манастир. Библията от Сувини е известна най-вече със своите илюстрации и е смятана за един от образците на френското средновековно изкуство.